# 史大里
史大里（1943年—？），曾用名史恰恰，女，浙江海宁人，中国舞蹈家，曾任中国舞蹈家协会常务副主席。

## 家庭
父亲史东山，母亲华旦妮。